# Europameisterschaften im Wasserspringen 2009
Die 1. Europameisterschaften im Wasserspringen wurden vom 1. bis 5. April 2009 in Turin, Italien, ausgetragen. Es waren die ersten Europameisterschaften, die nicht im Rahmen der Schwimmeuropameisterschaften, sondern separat ausgetragen wurden. Austragungsort war das Stadion Monumentale. Damit fanden Europameisterschaften von nun an jährlich statt zweijährlich statt.
Es wurden zehn Wettbewerbe ausgetragen, jeweils für Frauen und Männer Einzelwettbewerbe vom 1- und 3-m-Brett und vom 10-m-Turm sowie Synchronwettbewerbe vom 3-m-Brett und 10-m-Turm.

## Teilnehmer
Es nahmen 104 Athleten aus 20 Ländern teil.
| Teilnehmende Nationen (mit Anzahl der Teilnehmer)                  | Teilnehmende Nationen (mit Anzahl der Teilnehmer)                                    | Teilnehmende Nationen (mit Anzahl der Teilnehmer)                | Teilnehmende Nationen (mit Anzahl der Teilnehmer)               | Teilnehmende Nationen (mit Anzahl der Teilnehmer) |
| ------------------------------------------------------------------ | ------------------------------------------------------------------------------------ | ---------------------------------------------------------------- | --------------------------------------------------------------- | ------------------------------------------------- |
| Österreich (2) Belarus (5) Spanien (4) Finnland (1) Frankreich (4) | Vereinigtes Königreich (9) Georgien (2) Deutschland (11) Griechenland (2) Ungarn (5) | Italien (13) Niederlande (4) Norwegen (1) Polen (3) Rumänien (1) | Russland (15) Serbien (1) Schweiz (3) Schweden (5) Ukraine (13) |                                                   |

## Ergebnisse

### Frauen

#### Einzel

##### 1 Meter
| Platz | Land        | Sportler          | Punkte |
| ----- | ----------- | ----------------- | ------ |
| 1     | Italien     | Tania Cagnotto    | 290,90 |
| 2     | Italien     | Maria Marconi     | 280,20 |
| 3     | Deutschland | Katja Dieckow     | 267,75 |
| 4     | Russland    | Maria Smirnowa    | 266,25 |
| 5     | Russland    | Natalia Zamyatina | 265,45 |
| 6     | Deutschland | Carolin Bürger    | 263,25 |
| 7     | Ukraine     | Hanna Pysmenska   | 238,40 |
| 8     | Niederlande | Raisa Geurtsen    | 236,40 |

Datum: 3. April 2009
 Veronika Kratochwil erreichte mit 231,10 Punkten im Vorkampf Rang 10.

 Valérie Kouhar erreichte mit 179,15 Punkten im Vorkampf Rang 18.

##### 3 Meter
| Platz | Land        | Sportler              | Punkte |
| ----- | ----------- | --------------------- | ------ |
| 1     | Italien     | Tania Cagnotto        | 345,85 |
| 2     | Ukraine     | Olena Fedorowa        | 334,25 |
| 3     | Deutschland | Katja Dieckow         | 317,20 |
| 4     | Ukraine     | Hanna Pysmenska       | 298,90 |
| 5     | Deutschland | Nora Subschinski      | 280,15 |
| 6     | Belarus     | Xenia Kondraschenkowa | 276,05 |
| 7     | Russland    | Nadeschda Baschina    | 268,10 |
| 8     | Italien     | Francesca Dallapé     | 267,60 |

Datum: 4. April 2009
 Veronika Kratochwil erreichte mit 218,60 Punkten im Vorkampf Rang 13.

##### 10 Meter
| Platz | Land                   | Sportler         | Punkte |
| ----- | ---------------------- | ---------------- | ------ |
| 1     | Russland               | Julija Koltunowa | 331,35 |
| 2     | Deutschland            | Nora Subschinski | 318,50 |
| 3     | Vereinigtes Königreich | Brooke Graddon   | 317,70 |
| 4     | Deutschland            | Maria Kurjo      | 305,35 |
| 5     | Vereinigtes Königreich | Helen Galashan   | 297,35 |
| 6     | Russland               | Olga Vintonyak   | 296,20 |
| 7     | Frankreich             | Audrey Labeau    | 289,85 |
| 8     | Italien                | Brenda Spaziani  | 287,70 |

Datum: 1. April 2009
 Sibylle Eckert erreichte mit 236,55 Punkten im Vorkampf Rang 13.

#### Synchron

##### 3 Meter
| Platz | Land        | Sportler                          | Punkte |
| ----- | ----------- | --------------------------------- | ------ |
| 1     | Italien     | Tania Cagnotto Francesca Dallapé  | 317,40 |
| 2     | Deutschland | Nora Subschinski Katja Dieckow    | 312,60 |
| 3     | Ukraine     | Alevtina Korolyova Olena Fedorowa | 301,38 |
| 4     | Russland    | Maria Smirnowa Nadeschda Baschina | 279,78 |
| 5     | Niederlande | Iris Janssen Raisa Geurtsen       | 264,24 |
| 6     | Ungarn      | Zsófia Reisinger Flóra Gondos     | 252,00 |

Datum: 5. April 2009

##### 10 Meter
| Platz | Land                   | Sportler                              | Punkte |
| ----- | ---------------------- | ------------------------------------- | ------ |
| 1     | Russland               | Julija Koltunowa Natalja Gontscharowa | 315,78 |
| 2     | Deutschland            | Nora Subschinski Josephine Möller     | 296,28 |
| 3     | Vereinigtes Königreich | Helen Galashan Carol Galashan         | 291,96 |
| 4     | Italien                | Valentina Marocchi Brenda Spaziani    | 288,81 |
| 5     | Ukraine                | Julija Prokoptschuk Alina Tschaplenko | 279,54 |

Datum: 2. April 2009

### Männer

#### Einzel

##### 1 Meter
| Platz | Land        | Sportler            | Punkte |
| ----- | ----------- | ------------------- | ------ |
| 1     | Ukraine     | Illja Kwascha       | 420,90 |
| 2     | Italien     | Christopher Sacchin | 418,55 |
| 3     | Deutschland | Pavlo Rozenberg     | 405,20 |
| 4     | Frankreich  | Matthieu Rosset     | 393,90 |
| 5     | Spanien     | Javier Illana       | 380,50 |
| 6     | Italien     | Nicola Marconi      | 361,95 |
| 7     | Russland    | Jewgeni Kusnezow    | 352,50 |
| 8     | Russland    | Ilja Sacharow       | 344,25 |

Datum: 1. April 2009
 Michel Annas erreichte mit 345,25 Punkten im Vorkampf Rang 9.

 Jonathan Malusardi erreichte mit 282,55 Punkten im Vorkampf Rang 21.

 Constantin Blaha erreichte mit 279,30 Punkten im Vorkampf Rang 22.

##### 3 Meter
| Platz | Land         | Sportler            | Punkte |
| ----- | ------------ | ------------------- | ------ |
| 1     | Russland     | Alexander Dobroskok | 482,75 |
| 2     | Ukraine      | Illja Kwascha       | 475,90 |
| 3     | Italien      | Michele Benedetti   | 447,75 |
| 4     | Deutschland  | Patrick Hausding    | 430,70 |
| 5     | Italien      | Nicola Marconi      | 427,00 |
| 6     | Spanien      | Javier Illana       | 415,00 |
| 7     | Frankreich   | Damien Cély         | 414,10 |
| 8     | Griechenland | Alexandros Manos    | 402,40 |

Datum: 2. April 2009
 Pavlo Rozenberg erreichte mit 348,15 Punkten im Vorkampf Rang 15.

 Constantin Blaha erreichte mit 306,65 Punkten im Vorkampf Rang 24.

##### 10 Meter
| Platz | Land                   | Sportler             | Punkte |
| ----- | ---------------------- | -------------------- | ------ |
| 1     | Russland               | Alexei Krawtschenko  | 521,75 |
| 2     | Russland               | Dmitri Dobroskok     | 493,30 |
| 3     | Deutschland            | Patrick Hausding     | 466,00 |
| 4     | Schweden               | Christofer Eskilsson | 464,10 |
| 5     | Ukraine                | Anton Sacharow       | 458,30 |
| 6     | Vereinigtes Königreich | Max Brick            | 432,75 |
| 7     | Belarus                | Wadim Kaptur         | 430,70 |
| 8     | Vereinigtes Königreich | Blake Aldridge       | 417,80 |

Datum: 5. April 2009
 Deutschland Christian Picker erreichte mit 354,80 Punkten im Vorkampf Rang 13.

#### Synchron

##### 3 Meter
| Platz | Land         | Sportler                             | Punkte |
| ----- | ------------ | ------------------------------------ | ------ |
| 1     | Ukraine      | Illja Kwascha Oleksij Pryhorow       | 422,31 |
| 2     | Russland     | Gleb Galperin Ilja Sacharow          | 418,47 |
| 3     | Italien      | Nicola Marconi Tommaso Marconi       | 407,19 |
| 4     | Frankreich   | Matthieu Rosset Damien Cély          | 406,05 |
| 5     | Griechenland | Alexandros Manos Stefanos Paparounas | 397,77 |
| 6     | Deutschland  | Stephan Feck Patrick Hausding        | 389,82 |
| 7     | Schweden     | Daniel Egana Jonathan Jörnfalk       | 377,07 |
| 8     | Spanien      | Javier Illana Carlos Calvo           | 367,98 |

Datum: 3. April 2009

##### 10 Meter
| Platz | Land        | Sportler                                | Punkte |
| ----- | ----------- | --------------------------------------- | ------ |
| 1     | Deutschland | Patrick Hausding Sascha Klein           | 474,06 |
| 2     | Russland    | Alexei Krawtschenko Oleg Wikulow        | 440,52 |
| 3     | Ukraine     | Oleksandr Horschkowosow Olexandr Bondar | 406,23 |
| 4     | Belarus     | Wadim Kaptur Alexander Warlamow         | 399,81 |
| 5     | Italien     | Francesco Dell’Uomo Andrea Chiarabini   | 387,00 |

Datum: 4. April 2009

## Medaillenspiegel
| Platz  | Land                   | Gold | Silber | Bronze | Gesamt |
| ------ | ---------------------- | ---- | ------ | ------ | ------ |
| 1      | Russland               | 4    | 3      | -      | 7      |
| 2      | Italien                | 3    | 2      | 2      | 7      |
| 3      | Ukraine                | 2    | 2      | 2      | 6      |
| 4      | Deutschland            | 1    | 3      | 4      | 8      |
| 5      | Vereinigtes Königreich | -    | -      | 2      | 2      |
| Gesamt | Gesamt                 | 10   | 10     | 10     | 30     |